# Компонування автомобіля
Компонува́ння ванта́жного автомобі́ля — розташування силового агрегату, кузова, кабіни та тип привода. Від компонування залежать габарити вантажівки, розподіл ваги між її осями, умови роботи водія, пристосованість до обслуговувань та ремонту, прохідність, вантажність тощо.

## Різновиди

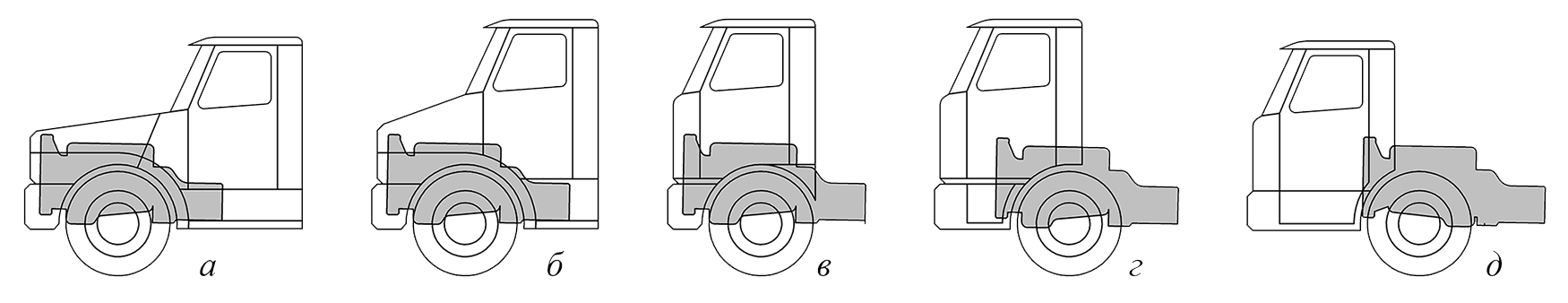
Варіанти виконання кабін: а — за двигуном; б — насунута на двигун ззаду; в — над двигуном; г — насунута на двигун спереду; д — перед двигуном

Більшість вантажівок мають класичне компонування — переднє поздовжнє розташування двигуна та задній привод. Виключення можуть становити легкі вантажівки на базі передньоприводних чи інших легкових автомобілів. Тож відмінності компонувань полягають у кількості, типі й розташуванні осей та типі кабіни. Залежно від останніх можна виокремити наступні компонування:

#### Кабіна за двигуном («капотного» типу)
Такі кабіни поширені у країнах де відсутнє обмеження довжини автопоїзда (США, Австралія). У США певний час експлуатувались автомобілі з кабінами напівкапотного та безкапотного типів однак виявились комерційно неуспішними.
Перевагами такої кабіни є легкий доступ до двигуна, підвищена безпека (при фронтальному ударі наявна значна зона деформації), менша висота, менше завантаження передньої осі (загалом у тривісних автомобілів на передню вісь припадає близько 22-35 % спорядженої маси, а двовісних 40 %), сидіння водія знаходиться в зоні менших коливань підресореної маси (за віссю).
Недоліки — зменшення корисної площі (вантажомісткості), деяке погіршення оглядовості. У випадку двовісних повноприводних вантажівок, де важливим є приблизно однаковий розподіл ваги між осями (впливає на рівномірність зносу шин, прохідність по м'яким ґрунтам, можливість уніфікації елементів ходової частини), мале навантаження передньої осі має негативний характер.

#### Кабіна насунута на двигун («напівкапотного» типу)
Перевага — більша корисна площа у порівнянні з «капотним» типом.
Недоліки: часто така кабіна має більшу висоту, дещо утруднений доступ до двигуна (у порівнянні з «капотним» типом).

#### Кабіна над двигуном («безкапотного» типу)

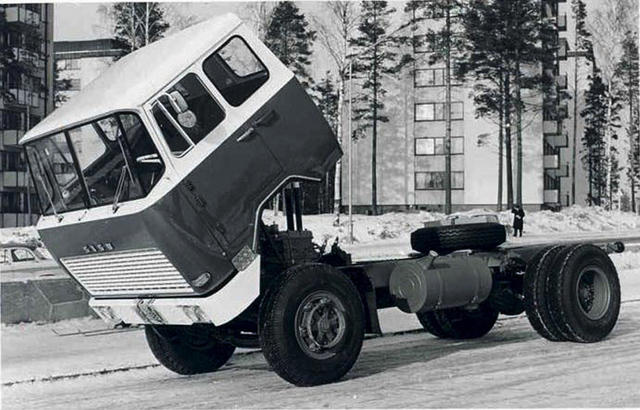
Sisu KB-112 — перша серійна європейська вантажівка з гідравлічним підіймачем кабіни (1962 р.)

Поширені назви: Cab Over Engine, cab forward (у США), forward control (у Великій Британії).
Таке розміщення популярне на вантажівках, що експлуатуються у Європі, Японії, Китаї через законодавчі обмеження щодо довжини автопоїзда.
Переваги — значна корисна площа, хороша оглядовість.
Недоліки: утруднений доступ до двигуна (потреба у механізмах відкидання кабіни), подекуди більша висота, значне завантаження передньої осі. Стосовно останнього, на задньоприводних вантажівках для зменшення навантаження на передню вісь частину простору за кабіною використовують для розміщення запасних коліс, ящиків з інструментами чи іншого обладнання (повітреочисників, акумуляторних батарей, ресиверів тощо) або виконують кабіну довшою (зі спальним місцем). Крім того сидіння водія знаходиться практично над віссю — у зоні інтенсивних вертикальних коливань. З метою захисту від них сидіння виконується з підресоренням (однак таке підресорення може бути на усіх типах кабін).

#### Кабіна перед двигуном
Переваги — аналогічні як при розміщенні над двигуном, однак досягається менша висота кабіни, високий рівень уніфікації автомобілів з колісними формулами 4×4, 6×6, 8×8.
Недоліки — аналогічні розташуванню над двигуном, крім того розміщення водія у передньому звисі характеризується ще більшою дією вертикальних коливань.
Крім цього кабіни можуть бути одно- чи дворядними, зі спальними місцями (англ. sleeper cab) та без (англ. day cab).